# Os 300 de Esparta
300 é uma série de história em quadrinhos de 1998, publicada originalmente em cinco edições pela editora Dark Horse Comics, sendo publicada no Brasil pela Editora Abril utilizando o mesmo formato, sob o título Os 300 de Esparta. 300 foi particularmente inspirado pelo filme de 1962 "Os 300 de Esparta", um filme que Miller assistiu quando criança. A história tem roteiro, desenho e arte-final de Frank Miller e foi pintada por Lynn Varley.
Foi vencedora do Eisner Awards em 1999, na categoria "Melhor Minissérie".
Em 2006 a Dark Horse tinha planos de relançar 300 num único volume, no formato horizontal (widescreen) tal e qual a obra foi planejada para ser publicada mas tal não foi possível. No Brasil foi reeditada pela Devir.
Em 2018 foi lançado no Brasil, também pelo selo Devir, a minissérie "Xerxes: A Queda da Casa Dario e a Ascensão de Alexandre", que atua como prequela e também sequência à história contada em 300. Originalmente, nos Estado Unidos, foi publicado pela DarkHorse. A obra vêm sendo prometida desde 2009, após o sucesso do filme de Zack Snyder, e Miller já tinha várias partes prontas que inspiraram o filme de 2014, 300 - A Ascensão do Império, porém a história não foi publicada até 2018.

## Sinopse
A Graphic Novel descreve a Batalha das Termópilas, ocorrida em 480 a.C., quando 300 guerreiros espartanos comandados pelo Rei Leónidas lutaram até à morte para refrear o avanço do exército persa do Xerxes I no território grego. O combate atingiu o status de lenda, face à enorme desproporção entre as forças espartanas e persas.

## Adaptação
Em 2007 estreou nos cinemas o filme 300, baseado nesta Graphic Novel.